# Округ Нортамберланд (Вирџинија)
Нортамберланд (енгл. Northumberland County) је округ у америчкој савезној држави Вирџинија.

## Демографија
По попису из 2010. године број становника је 12.330, што је 71 (0,6%) становника више него 2000. године.
| Група             | 2000.         | 2010.         |
| Белци             | 8.804 (71,8%) | 8.638 (70,1%) |
| Афроамериканци    | 3.259 (26,6%) | 3.123 (25,3%) |
| Азијати           | 24 (0,2%)     | 37 (0,3%)     |
| Хиспаноамериканци | 114 (0,9%)    | 382 (3,1%)    |
| Укупно            | 12.259        | 12.330        |